# Skid Row (groupe américain)
Ne doit pas être confondu avec Skid Row (groupe irlandais).

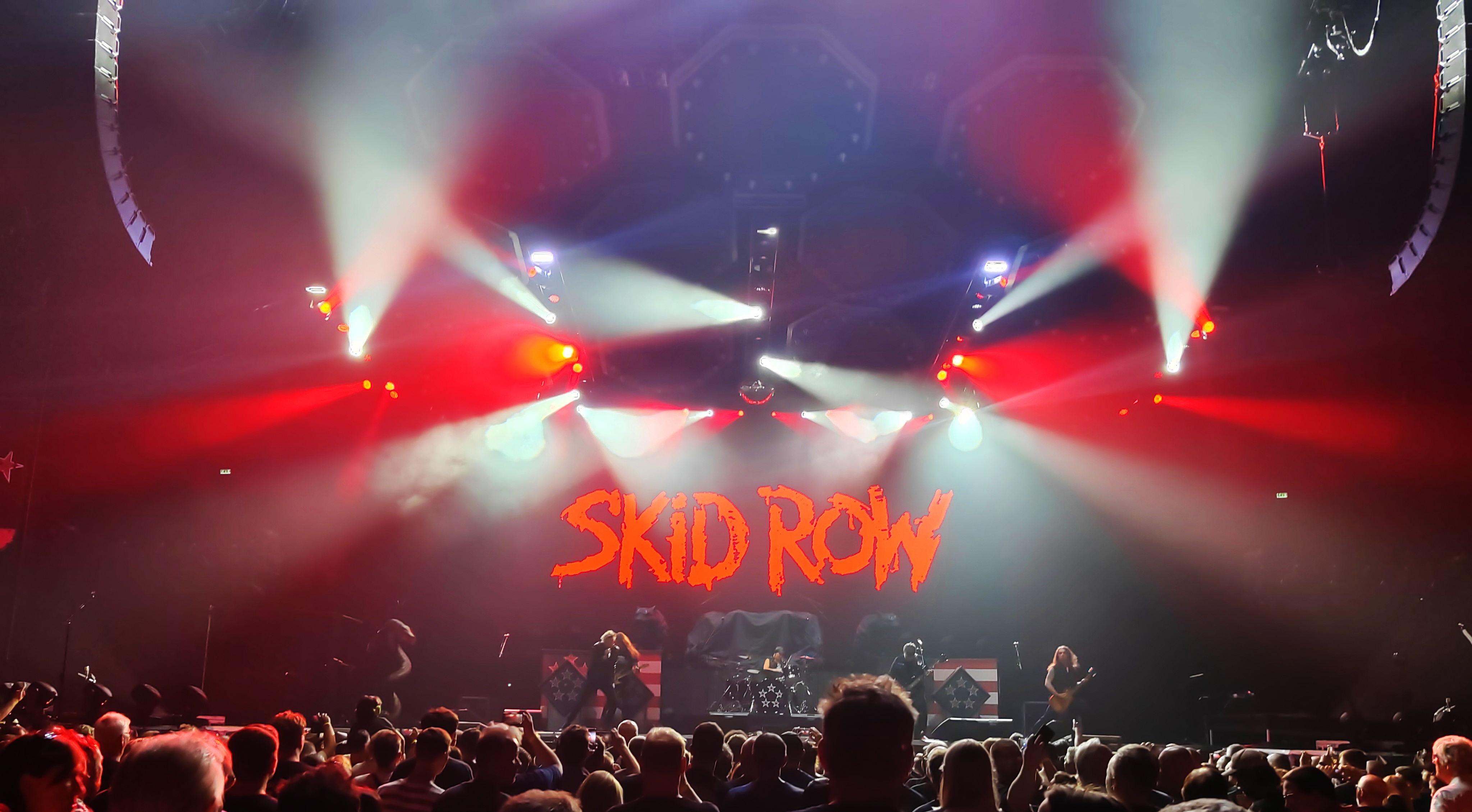
Skid Row au Palais 12 de Bruxelles en première partie de KISS le 13 juin 2023.

Skid Row est un groupe de hard rock américain, originaire de Toms River, dans le New Jersey. Formé à la fin des années 1980, le groupe est très populaire au début des années 1990 (à ne pas confondre avec le groupe irlandais du même nom, dans les années 1970, composé de Phil Lynott et Gary Moore). Le nom du groupe, qui signifie « bas-fonds » en argot américain, fait référence à un quartier de Los Angeles, comptant la plus grande communauté de sans domicile fixes au monde.
Le groupe est surtout connu pour son ex-chanteur, le musicien canadien Sebastian Bach et ses power ballads. Des titres comme 18 and Life, I Remember You (incluse dans la quatrième saison de la série télévisée Californication), Monkey Business ou encore Youth Gone Wild, qui l'ont propulsé au sommet de la gloire, sont considérés comme majeurs. Sebastian Bach, chanteur et frontman du groupe, a su apporter le succès à son groupe autant par son talent que par ses extravagances. Ainsi Skid Row est devenu très populaire aux États-Unis après leurs deux premiers albums, Skid Row et Slave to the Grind, qui sont souvent considérés comme ses œuvres les plus connues et les plus réussies à ce jour.

## Biographie

### Débuts (1986–1990)
Skid Row est formé en 1986 à Toms River dans le New Jersey par le bassiste Rachel Bolan et le guitariste Dave Sabo. Ils recrutent le guitariste Scotti Hill et le batteur Rob Affuso  à travers des petites annonces. Le chanteur Sebastian Bach remplace le chanteur originel Matt Fallon, après que le groupe l'a trouvé au mariage du photographe Mark Weiss, au début de 1987. Le groupe commence à jouer dans des clubs sur la côte Est des États-Unis.
Sabo et John Bongiovi sont amis depuis l'adolescence ; Sabo était brièvement membre de Bon Jovi avant de se faire remplacer par Richie Sambora. L'agent artistique de Bon Jovi, Doc McGhee, permet à Skid Row de signer un contrat de distribution avec le label Atlantic Records en 1988. Skid Row enregistre son premier album au Royal Recorders de Lake Geneva, dans le Wisconsin avec le producteur Michael Wagener. Avant la publication de l'album, le guitariste Gary Moore est payé $35 000 pour les droits du nom de son groupe homonyme.
L'album Skid Row, publié en janvier 1989, est un succès immédiat. L'album sera certifié quintuple disque de platine et atteint le Top 10 grâce aux singles 18 and Life et I Remember You. Skid Row ouvre pour Bon Jovi sur leur tournée The Jersey Syndicate 1988–1989, pour la promotion de l'album New Jersey. Pendant cette tournée de six mois, Skid Row effectue son premier spectacle au Royaume-Uni au Milton Keynes Bowl le 19 août 1989. Le lendemain, Skid Row joue avec succès au Marquee Club de Londres. Skid Row participe aussi au Moscow Music Peace Festival. Skid Row retourne au Royaume-Uni pour la tournée européenne de Mötley Crüe appelée Dr. Feelgood World Tour '89–'90, au début de 1989 avec White Lion. Elle est suivie d'une performance au Hammersmith Odeon aux côtés de Vain. Pendant un show, Bach porte un t-shirt sur lequel est écrit un slogan anti-LGBT : AIDS Kills Fags Dead (littéralement, « Le SIDA tue les PD »). Le t-shirt lui avait été donné par un fan, mais Bach regrettera cet incident.

### Autres albums et départ de Bach (1991–1998)
Skid Row revient en studio avec Wagener en 1990, pour enregistrer son deuxième album. Slave to the Grind est publié en juin 1991 et atteint la première place du Billboard 200. L'album est certifié double disque de platine, sans aucune diffusion radiophonique. Skid Row effectue une nouvelle tournée internationale qui dure plus d'un an, aux côtés notamment de Guns N' Roses en 1991, et participe aussi au festival Castle Donington en 1992.
Après leur tournée promotionnelle pour Slave to the Grind, un EP comprenant des reprises, intitulé B-Side Ourselves, est publié en septembre 1992. Avant l'enregistrement d'un troisième album, Skid Row se met en pause en 1993 sous les conseils de McGhee en attendant que le mouvement grunge s'épuise. Pendant quelque temps, Skid Row se sépare avec Wagener, possiblement à cause de divergences musicales liées à la suite de Slave to the Grind. En 1994, le groupe revient en studio avec le producteur Bob Rock pour enregistrer son troisième album. Subhuman Race est publié en mars 1995, et atteint le top 40 des classements américains. À ce stade, le groupe effectue de petits concerts, et ses vidéos sont rarement jouées sur la chaîne MTV, en partie à cause de la montée en popularité du grunge, mais aussi du déclin des styles musicaux heavy metal des années 1980. Skid Row ouvre pour Van Halen à sa tournée nord-américaine.
Bolan dirige un projet parallèle, un groupe punk appelé Prunella Scales. Un conflit entre Bach et les autres membres mène ce premier à quitter Skid Row,,. Quatre ans plus tard, Skid Row devient l'un des participants au Kiss Farewell Tour. En 1998, Skid Row publie la compilation 40 Seasons: The Best of Skid Row. Après le départ de Bach, les membres continuent sous le nom de Ozone Monday avec le chanteur Shawn McCabe de Mars Needs Women. En 1998 et 1999, le groupe joue pour Kiss et Mötley Crüe sous ce nouveau nom.

### Nouvelle formation etThickskin(1999–2005)
Skid Row se reforme en 1999 avec le chanteur Johnny Solinger et le batteur Charlie Mills, plus tard remplacé par Phil Varone. Après la réunion, le groupe ouvre pour Kiss, et d'autres groupes des années 1980 comme Poison et le chanteur Vince Neil de Mötley Crüe. En 2002, ils participent au Rock Never Stops Tour. Skid Row publie son quatrième album Thickskin en 2003, le premier à faire participer Solinger depuis huit ans. En 2004, Dave Gara est annoncé comme le nouveau batteur.

### Revolutions per Minute(2006–2012)
Le cinquième album de Skid Row, Revolutions per Minute, est publié en octobre 2006 de SPV Records. Wagener se réunit avec Skid Row et devient le producteur de l'album. En 2007, le groupe enregistre Jingle Bells pour un album Monster Ballads Christmas. Au début de 2010, Rob Hammersmith devient leur nouveau batteur.
Toujours en 2009, concernant le nouvel album de Skid Row, Hill explique que : « On n'a encore rien enregistré, mais on s'est concertés, avons donné quelques idées et un peu répété {...},. » En 2012, Sebastian Bach envisage de rejoindre le groupe.

### United World Rebellion(depuis 2013)
En février 2013, Skid Row signe avec Megaforce Records, et annonce trois nouveaux EPs. Le premier chapitre, United World Rebellion: Chapter One, est publié en avril, et les deux autres EPs sont annoncés 12 à 18 mois après.
En février 2014, le groupe commence à travailler sur son second EP. En août, Skid Row publie ce deuxième chapitre intitulé Rise of the Damnation Army. En avril 2015, Solinger est renvoyé du groupe. Plus tard dans la journée, Tony Harnell, ancien membre du groupe de metal mélodique TNT, est annoncé pour remplacer Solinger. Ce même mois, le groupe publie une version ré-enregistrée de son premier single 18 and Life en téléchargement libre. En février, deux mois avant le départ de Solinger, Skid Row annonce le troisième chapitre de la série United World Rebellion. Harnell quitte le groupe en décembre,, et l'ancien DragonForce ZP Theart le remplace pour les concerts en 2016. En janvier 2017 Theart devient un membre permanent du groupe. Cependant, le 23 mars 2022 le reste du groupe annonce son départ sans explication et annonce l'arrivée du chanteur suédois Erik Grönwall au sein du groupe.

## Style musical
Le style musical de la formation est un rock typique des années 1980 mais beaucoup plus heavy que certains groupes tels que Poison ou Bon Jovi. Leur style est comparable à celui de Guns N' Roses et Mötley Crüe. Le groupe est souvent associé à la mouvance glam metal, en partie à cause de l'apparence des membres, et de leur son sur leur premier album notamment. Mais par la suite le groupe finira par rendre sa musique plus puissante et un peu plus proche du thrash metal, notamment sur les albums Slave to the Grind et Subhuman Race.

## Membres

### Membres actuels
- Rachel Bolan – basse, chant (depuis 1986)
- « The Snake » Sabo – guitare (depuis 1986)
- Scotti Hill – guitare, chœurs (depuis 1987)
- Rob Hammersmith – batterie (depuis 2010)
- Erik Grönwall – chant (depuis 2022)

### Anciens membres
- Sebastian Bach – chant (1987-1996)
- Matt Fallon – chant (1986)
- Rob Affuso – batterie, percussions (1987-1996)
- Phil Varone – batterie (1999-2004)
- Charlie Mills – batterie (1999-2000)
- Timothy DiDuro (en) – batterie (2004)
- Dave Gara – batterie (2004-2010)
- Tony Harnell – chant (2015)
- ZP Theart - chant (2016-2022)
- Johnny Solinger - chant (1999-2015)

## Discographie

### Albums studio
- 1989 : Skid Row
- 1991 : Slave to the Grind
- 1995 : Subhuman Race
- 2003 : ThickSkin
- 2006 : Revolutions Per Minute
- 2022 : The Gang's All Here

### Albums live et compilations
- 1995 : Subhuman Beings on Tour (Live Japan CD)
- 1998 : 40 Seasons: The Best of Skid Row (Best Of)

### Singles et EPs
- 1989 : Youth Gone Wild
- 1990 : 18 And Life
- 1990 : I Remember You
- 1991 : Wasted Time
- 1991 : Monkey Business
- 1991 : In A Darkened Room
- 1991 : Slave To The Grind
- 1992 : B-Sides Ourselves (Cover EP)
- 1992 : Youth Gone Wild
- 1995 : My Enemy
- 1995 : Breakin' Down
- 1995 : Into Another
- 1996 : Subhuman Beings On Tour (Japon uniquement)
- 2013 : United World Rebellion: Chapter One (EP)
- 2014 : Rise Of The Damnation - United World Rebellion : Chapter Two (EP)
- 2022 : The Gang's All Here

### Vidéos et DVD
- 1991 : Oh Say Can You Scream (VHS)
- 1993 : No F*cking Thrills (VHS)
- 1993 : Road Kill (VHS)
- 2003 : Under The Skin (DVD)